# Erba
Erba est une commune italienne d'environ 15 950 habitants (2020) située dans la province de Côme dans la région Lombardie.

## Transport
La commune est traversée par la ligne de Milan à Asso, la gare d'Erba est desservie par des trains régionaux R. 

## Administration
| Période                                  | Période | Identité            | Étiquette | Qualité |
| ---------------------------------------- | ------- | ------------------- | --------- | ------- |
| 2002                                     | 2007    | Henry Ghioni centre | centre    |         |
| 2007                                     | 2012    | Marcella Tili       | centre    |         |
| Les données manquantes sont à compléter. |         |                     |           |         |

### Hameaux
Arcellasco, Bindella, Campolongo, Incasate

### Communes limitrophes
Albavilla, Caslino d'Erba, Castelmarte, Eupilio, Faggeto Lario, Longone al Segrino, Merone, Monguzzo, Ponte Lambro, Proserpio

## Personnalités liées a la communauté
- Ezio Frigerio (1930-2022), chef décorateur, scénographe et costumier italien.
- Giancarlo Puecher Passavalli (1923–1943), partisan exécuté au cimetière d'Erba.